# Идель (река)
Идель, в верховьях Каменная — река в России, протекает в Карелии. Устье реки находится в 58 км по левому берегу Беломорско-Балтийского канала. Длина реки — 51 км, площадь водосборного бассейна — 562 км².
Исток Идели расположен в 10 км к западу от нежилого посёлка Каменка. Имеет правый приток — ручей Рему. Река протекает озеро Идель, а также к бассейну реки Идели относятся озёра Большое, Таланкино и Пустозеро.

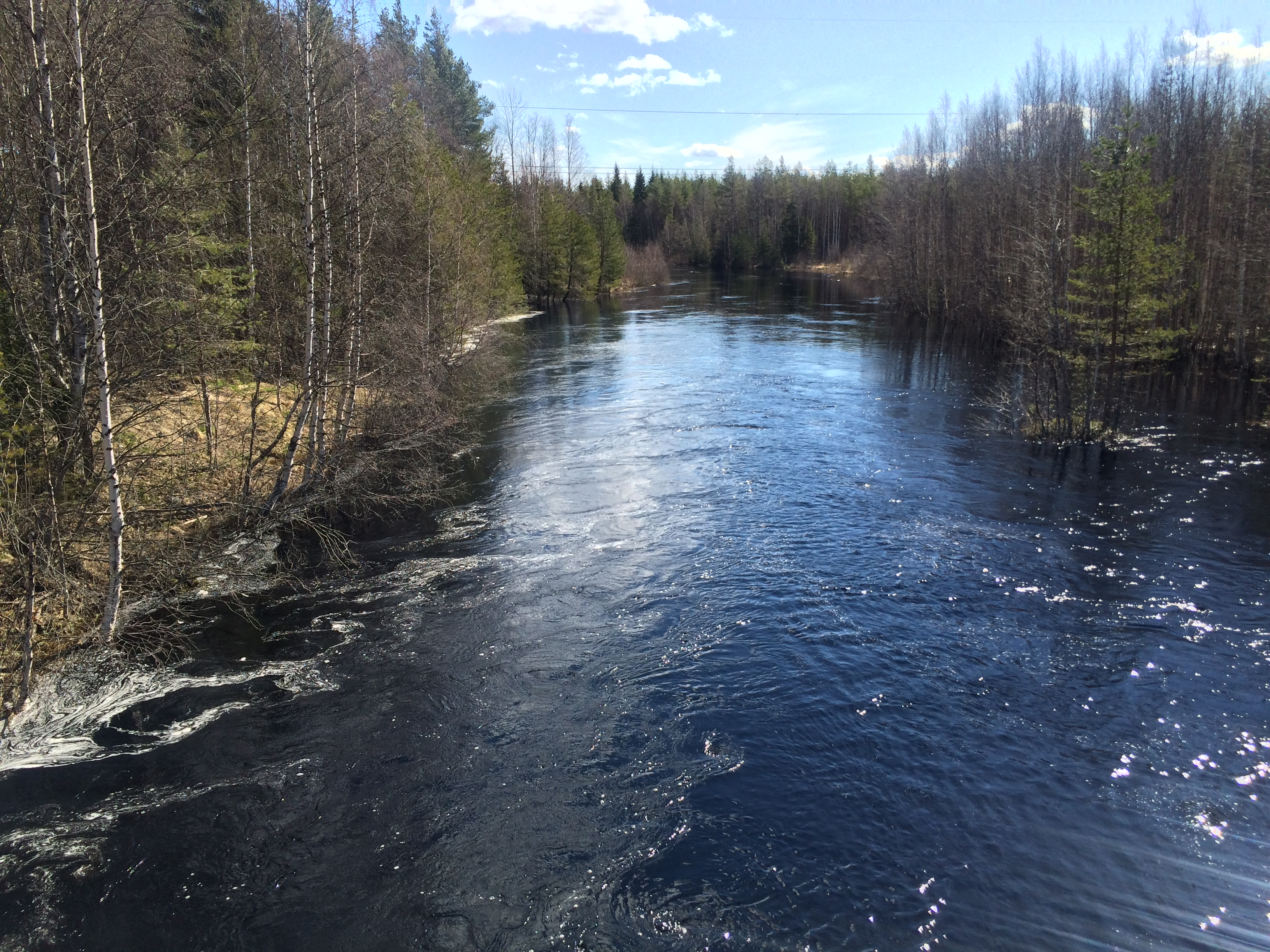
Вид с автомобильного моста.

## Данные водного реестра
По данным государственного водного реестра России относится к Баренцево-Беломорскому бассейновому округу, водохозяйственный участок реки — Нижний Выг от Выгозерского гидроузла и до устья. Речной бассейн реки — бассейны рек Кольского полуострова и Карелии, впадает в Белое море.

## Карты
- Лист карты Q-36-139,140 Пертозеро. Масштаб: 1 : 100 000. Состояние местности на 1980 год. Издание 1985 г.
- Лист карты Q-36-141,142 Летнереченский. Масштаб: 1 : 100 000. Состояние местности на 1980 год. Издание 1985 г.